# Walter Schleger
Walter Schleger (Prága, 1929. szeptember 19. – 1999. december 3.) csehszlovákiai német családból származó osztrák labdarúgócsatár.
Az osztrák válogatott színeiben részt vett az 1954-es és az 1958-as labdarúgó-világbajnokságon. Visszavonulása után a Bécsi Állatorvosi Egyetemen vállalt munkát.